# マダニ
マダニ（真蜱）は、節足動物門鋏角亜門クモ綱ダニ目マダニ亜目マダニ科（Ixodidae）に属するダニの総称である。マダニ亜目（もしくはマダニ目）には他にヒメダニ科（Argasidae）とニセヒメダニ科（Nuttalliellidae）が含まれるが、本項では主にマダニ科に関する記述を行う。
英語では、大型の吸血性のダニであるマダニ類をtick、それ以外の小型のダニをmiteという。

## 特徴
マダニは、第一脚先端近くにハラー器官と呼ばれる感覚器を持ち、これらによって哺乳類から発せられる酪酸の匂いや体温、体臭、物理的振動などに反応する。その吸血行為によって、マダニの体は大きく膨れあがる。
マダニ科の特徴の一つに背板の存在が挙げられる。これは胴部の背面に存在する外皮を覆う硬い組織である。これを持つことにより、マダニ科のダニは硬ダニ（hard-tick）と呼ばれる。一方でヒメダニ科のダニは背板を持たず、外皮が軟らかいことから軟ダニ（soft-tick）と呼ばれる。
電子顕微鏡用の真空には耐え、生きたままの状態を観察することが可能だが、クマムシほど研究されておらず、なぜ耐えられるのかのメカニズムは解明されていない。

### 寄生の様式
マダニの口器は鋏のような形状をしており、これにより皮膚を切り裂く。さらに、口下片と呼ばれるギザギザの歯を刺し入れて、宿主と連結し、皮下に形成された血液プールから血液を摂取する。
この時、マダニは口下片から様々な生理的効果のある因子を含む余剰体液を宿主体内に分泌し、吸血を維持している。また、フタトゲチマダニ等をはじめとした、マダニ属、キララマダニ属以外のマダニは、唾液に含まれるセメントの様な物質で口下片を包むことで連結を強固にしている。
このような吸血方式の違いのためマダニの吸血時間は極めて長く、雌成虫の場合は6 - 10日に達する。この間に約1ミリリットルに及ぶ大量の血液を吸血することができる。

### 季節消長

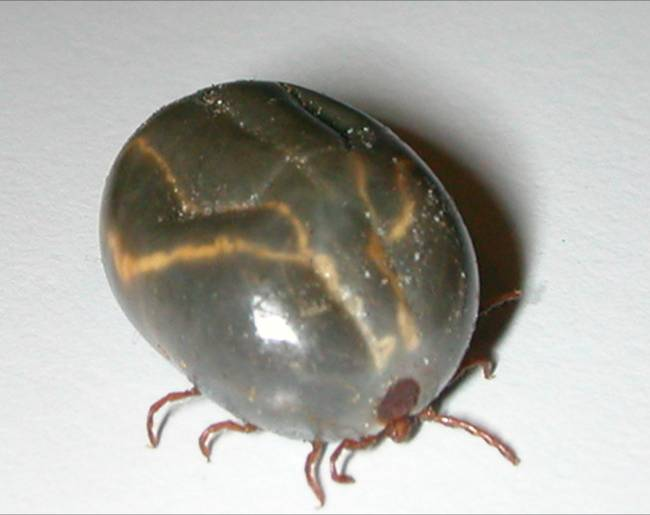
吸血し肥大したフタトゲチマダニ

マダニ科のダニは長期の活動停止期を持つことが知られる。例として日本に広く分布しているフタトゲチマダニを挙げる。フタトゲチマダニの幼虫は夏から秋にかけて活動が見られるが、次の発育段階に当たる若虫は春から夏に活動し、秋以降に活動が見られない。また、成虫は夏に活動のピークを持ち、秋以降はみられない。幼虫が秋まで活動しているのに、秋以降に若虫の活動が認められず、また若虫が春から夏にかけて活動しているのに、成虫が秋以降にみられないのは不自然であり、各発育段階において秋から春にかけて活動が停止している。
これはマダニが発育段階の間に休眠をとることから説明される。吸血を行ったダニは脱皮を経て次の発育段階へ進むが、この時に長期の休眠を行うのである。休眠行動はマダニ科のダニでも種によって、時期や期間、さらには休眠の有無が異なることが知られる。この休眠行動は日長の変化により支配されると考えられており、発育に適した時期と吸血行動の同調や、高温や低温に対する抵抗性の獲得に役立っていると考えられている。

## 分類
マダニ科は14の属と702種から構成される。この中にはボレリアやリケッチアのベクターとして生態学的に重要なものが含まれる。
マダニ科には以下の属が含まれる:
- キララマダニ属 Amblyomma – 130種
  - タカサゴキララマダニ Amblyomma testudinarium
- Anomalohimalaya – 3種
- Bothriocroton – 7種
- Cosmiomma – 1種
- Cornupalpatum – 1種
- Compluriscutula – 1種
- カクマダニ属 Dermacentor – 34種
- チマダニ属 Haemaphysalis – 166種
  - キチマダニ Haemaphysalis flava
  - ヤマアラシチマダニ Haemaphysalis hystricis
  - ヒゲナガチマダニ Haemaphysalis kitaokai
  - フタトゲチマダニ Haemaphysalis longicornis
  - オオトゲチマダニ Haemaphysalis megaspinosa
- Hyalomma – 27種
- マダニ属 Ixodes – 243種
  - カモシカマダニ Ixodes acutitarsus
  - タネガタマダニ Ixodes nipponensis
  - ヤマトマダニ Ixodes ovatus
  - シュルツェマダニ Ixodes persulcatus
  - タヌキマダニ Ixodes tanuki
  - アカコッコマダニ Ixodes turdus
- Margaropus – 3種
- Nosomma – 2種
- Rhipicentor – 2種
- コイタマダニ属 Rhipicephalus – 82種
  - オウシマダニ Rhipicephalus microplus
  - クリイロコイタマダニ Rhipicephalus sanguineus

## マダニ媒介性感染症
マダニ科のダニは、吸血の際に様々な病原体を伝播させるベクターとして知られる。2020年代になって新たに確認されるウイルスもある。以下に、媒介する感染症の代表例を挙げる。
日本紅斑熱
かゆみのない発疹や発熱などの症状が出た時点で、点滴と抗生物質の投与などの治療を受ければ大事には至らないが、受けないと最終的には高熱を発して昏倒に至ることがある。咬傷が見当たらなくても、医師に、（マダニと接触する可能性がある）キャンプやハイキングなどに行ったと伝えておけば、診断しやすくなる。
Q熱
治療が遅れると死に至るうえ、一度でも重症化すると治っても予後は良くない。山などに行った後、皮膚などに違和感を覚えたり、風邪のような症状を覚えたりしたら、この病気を疑うべきである。日本紅斑熱の場合と同じく、キャンプやハイキングなどに行った後に何らかの症状が出た場合は医師に伝えることが推奨される。
ライム病
ノネズミやシカ、野鳥などを保菌動物とし、マダニ科マダニ属 Ixodes ricinus 群のマダニに媒介されるスピロヘータの一種、ライム病ボレリアの感染によって引き起こされる人獣共通感染症の一つ。
回帰熱
ヒメダニ属、マダニ属に媒介されるスピロヘータ科の回帰熱ボレリアによって引き起こされる感染症。発熱期と無熱期を数回繰り返すことから、この名がつけられた。1950年以降は日本での国内感染が報告されていなかったが、2013年に国立感染症研究所でライム病が疑われた患者血清800検体の後ろ向き疫学検討を行ったところ、回帰熱ボレリアの一種であるB.miyamotoiのDNAが確認された。
ダニ媒介性脳炎
マダニ属のマダニが媒介するウイルス性感染症。ヨーロッパ亜型、シベリア亜型、極東亜型の3亜型に分類される。脳炎による神経症状が特徴的。東ヨーロッパやロシアで流行がみられ、日本では北海道で2019年までに5例の国内感染例が報告されており、死亡例や重篤な後遺症が認められている。
重症熱性血小板減少症候群（SFTS）
SFTSウイルスの感染によって引き起こされる感染症である。2009年以降、中国、米国で報道され、国内では、本症候群に起因する死亡事例が2013年に日本では初めて発表された。症状は1週間から2週間の潜伏期間を経て発熱、嘔吐、下痢などが現れる。重症患者は、血球貪食症候群を伴って出血傾向を呈す例が多い。西日本では、96人が感染して発熱や出血などの症状を訴えた後に30人が死亡しているため、2014年2月25日には厚生労働省が「草木の多い所に入る時は、肌をなるべく出さないように」と注意を呼びかけた。
オズウイルス
2018年に日本で発見されたオズウイルスに、マダニに咬まれて感染した茨城県在住の70歳代女性が、2022年にウイルス性心筋炎で死亡していたことを、厚生労働省と同県が2023年6月23日に発表した。

## 対処

### 予防策
草木の多い場所になるべく入らない、入る場合は長袖の上衣や長ズボンを着用し、草に直接座らない、虫除けスプレーを使用する、帰宅後すぐ着替え入浴するなどが望ましい。

### 吸血されたときの対処

#### ヒト

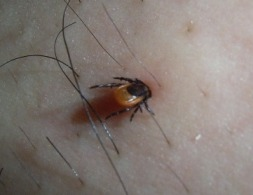
ヒトを吸血中のシュルツェマダニ

マダニ科は口器を皮膚に刺し込んだ際にセメント様物質を唾液腺から放出する。このセメント様物質は半日程度で硬化するため、これ以降1 - 2週間程度は体から離れない。そこで無理にマダニを引き抜こうとすると、消化管内容の逆流により感染リスクの上昇を招いたり、体内にマダニの頭部が残ったりしてしまう可能性が高い。1 - 2週を経過した後は、セメント溶解物質を唾液から出し、これによって皮膚から離れる。
ヒメダニ科はセメント様物質を放出しないため、容易に取り除くことが出来る。
感染症罹患の恐れがあるため、マダニ咬症の場合は医療機関を受診すべきである。切開してマダニを除去するのが一番確実であるが、ダニ摘除専用の機器も存在している。民間療法ではマダニ虫体にワセリンを塗り、約30分後に虫体を取り除く、食塩を塗る、アルコール、酢や殺虫剤をつけたり、火を近づけたりするとマダニが嫌がって勝手に抜けることがあり、それが成功した例も報告されているが、無理に自己摘除しようとするとダニ媒介感染症の感染リスクが上昇するので推奨されない。除去後、セフェム系やペニシリン系、テトラサイクリン系などの抗生物質を投与する。

#### 動物
少数の場合はピンセットなどを用いて除去するが、局所の炎症や膿瘍を誘発する可能性がある。体表に多数の寄生が見られる場合は殺ダニ剤を直接適用して殺虫・除去を行う。

### 防除
ダニの防除法としては殺ダニ剤が用いられる。世界各地で有機リン系、ピレスロイド系、アミジン系、ニコチン系、マクロライド系の抗生物質や成長阻害剤などが用いられる。また、これらの合剤が用いられることもある。しかしながら、アメリカ合衆国、南米、オーストラリアなどの畜産国では殺ダニ剤抵抗性のマダニが出現し問題化している。最近ではマダニの中腸に由来する糖タンパク質の組み換え体をワクチンとして用いる方法がオーストラリアや中南米で実用化されている。

## マダニ咬傷によるα-galアレルギー
マダニの唾液腺や消化管には、galactose-α-1, 3-galactose（以下α-gal）という糖鎖を持つ蛋白質が存在する。マダニ咬傷によって人体がα-galに感作される（α-galアレルギー）ことがある。α-galは牛肉や豚肉、羊肉に広く存在し、また抗腫瘍薬であるセツキシマブの分子構造中にも存在するために、マダニ咬傷後にこれらの物質に対して蕁麻疹やアナフィラキシーショックを起こす体質になってしまうことがある。またα-galはカレイの魚卵の蛋白とも交差抗原性を持つために、子持ちカレイの料理などに対してもアレルギーを持つようになる。ただしAB型およびB型の血液型の人はこれらのα-gal関連アレルギー反応を起こし難いことも知られている。α-gal関連アレルギーがあるかどうかは、α-gal特異的IgE検査（CAP-FEIA法）で調べることが出来る。